# تپه گنج گولی
تپه گنج گولی مربوط به دوره ساسانیان است و در شهرستان خدابنده، روستای آقبلاغ سفلی واقع شده و این اثر در تاریخ ۱۷ اسفند ۱۳۸۱ با شمارهٔ ثبت ۷۷۳۲ به‌عنوان یکی از آثار ملی ایران به ثبت رسیده است.